# Proteïna c-Fos
La proteïna c-Fos és un proto-oncogen que és l'homòleg humà de l'oncogen retroviral v-fos. Està codificat en humans pel gen FOS. Es va descobrir per primera vegada en fibroblasts de rata com el gen transformador del FBJ MSV (virus del sarcoma osteogènic murin de Finkel–Biskis–Jinkins) (Curran i Tech, 1982). Forma part d'una família més gran de factors de transcripció Fos que inclou c-Fos, FosB, Fra-1 i Fra-2. S'ha cartografiat a la regió del cromosoma 14q21→q31. c-Fos codifica una proteïna de 62 kDa, que forma heterodímer amb c-jun (part de la família de factors de transcripció Jun), donant lloc a la formació del complex AP-1 (Activator Protein-1) que s'uneix a l'ADN en llocs específics d'AP-1 a les regions promotores i potenciadores dels gens diana i converteix els senyals extracel·lulars en canvis d'expressió gènica. Té un paper important en moltes funcions cel·lulars i s'ha trobat que està sobreexpressat en una varietat de càncers.

## Estructura i funció
c-Fos és una proteïna de 380 aminoàcids amb una regió de cremallera bàsica de leucina per a la dimerització i unió a l'ADN i un domini de transactivació a l'extrem C-terminal i, com les proteïnes Jun, pot formar homodímers. Els estudis in vitro han demostrat que els heterodímers Jun-Fos són més estables i tenen una activitat d'unió a l'ADN més forta que els homodímers Jun-Jun.
Una varietat d'estímuls, incloent sèrum, factors de creixement, promotors del tumor, citocines i radiació UV indueixen la seva expressió. L'ARNm i la proteïna c-fos són generalment dels primers que s'expressen i, per tant, es coneix com un gen primerenc immediat. S'indueix de manera ràpida i transitòria, dins dels 15 minuts posteriors a l'estimulació. La seva activitat també està regulada per la modificació postraduccional causada per la fosforilació per diferents quinases, com MAPK, CDC2, PKA o PKC que influeixen en l'estabilitat de proteïnes, l'activitat d'unió a l'ADN i el potencial transactivador dels factors de transcripció. Pot provocar repressió gènica així com activació gènica, tot i que es creu que diferents dominis estan implicats en ambdós processos.
Està implicat en esdeveniments cel·lulars importants, incloent la proliferació cel·lular, la diferenciació i la supervivència; gens associats a la hipòxia ; i angiogènesi; que fa que la seva desregulació sigui un factor important per al desenvolupament del càncer. També pot induir una pèrdua de polaritat cel·lular i transició epitelial-mesenquimal, donant lloc a un creixement invasiu i metastàtic a les cèl·lules epitelials mamàries.

Aquesta imatge mostra la transducció del senyal que es produeix a les neurones espinoses mitjanes tipus D1 del nucli accumbens que dóna lloc a l'addicció als psicoestimulants. Aquesta cascada de senyalització es produeix durant l'ús crònic d'altes dosis de determinats estimulants dopaminèrgics (per exemple, fenetilamina, metamfetamina, amfetamina, etc.). La cocaïna indueix una cascada de senyalització lleugerament diferent a la que es mostra aquí.

La importància de c-fos en el context biològic s'ha determinat eliminant la funció endògena mitjançant l'ús d'ARNm antisens, anticossos anti-c-fos, un ribozima que escinda l'ARNm de c-fos o un mutant negatiu dominant de c-fos. Els ratolins transgènics així generats són viables, demostrant que hi ha vies de proliferació cel·lular dependents i independents de c-fos, però presenten una sèrie de defectes de desenvolupament específics del teixit, com ara osteoporosi, gametogènesi retardada, limfopènia i anomalies del comportament.

## Importància clínica
El complex AP-1 ha estat implicat en la transformació i progressió del càncer. En l'osteosarcoma i el carcinoma endometrial, la sobreexpressió de c-Fos es va associar amb lesions d'alt grau i mal pronòstic. A més, en una comparació entre la lesió precancerosa del coll uterí i el càncer de coll uterí invasiu, l'expressió de c-Fos va ser significativament menor en les lesions precanceroses. El c-Fos també s'ha identificat com a predictor independent de la disminució de la supervivència en càncer de mama.
Es va trobar que la sobreexpressió de c-fos del promotor MHC de classe I en ratolins transgènics condueix a la formació d'osteosarcomes a causa de l'augment de la proliferació d'osteoblasts, mentre que l'expressió ectòpica de les altres proteïnes Jun i Fos no indueix cap tumor maligne. L'activació del transgen c-Fos en ratolins dóna lloc a la sobreexpressió de ciclina D1, A i E en osteoblasts i condròcits, tant in vitro com in vivo, que podria contribuir al creixement incontrolat que condueix al tumor. Els osteosarcoms humans analitzats per a l'expressió de c-fos han donat resultats positius en més de la meitat dels casos i l'expressió de c-fos s'ha associat amb una freqüència més alta de recaigudes i una resposta pobra a la quimioteràpia.
Diversos estudis han plantejat la idea que c-Fos també pot tenir activitat supressora de tumors, que podria promoure i suprimir la tumorigènesi. Avala això l'observació que en els carcinomes d'ovari, la pèrdua d'expressió de c-Fos es correlaciona amb la progressió de la malaltia. Aquesta doble acció podria ser habilitada per la composició diferencial de proteïnes de les cèl·lules tumorals i el seu entorn, per exemple, socis de dimerització, coactivadors i arquitectura promotora. És possible que l'activitat de supressió del tumor sigui deguda a una funció proapoptòtica. El mecanisme exacte pel qual c-Fos contribueix a l'apoptosi no s'entén clarament, però les observacions en cèl·lules de carcinoma hepatocel·lular humà indiquen que c-Fos és un mediador de la mort cel·lular induïda per c-myc i podria induir l'apoptosi a través de la via p38 MAP quinasa. El lligand Fas (FASLG o FasL) i el lligand inductor de l'apoptosi relacionat amb el factor de necrosi tumoral (TNFSF10 o TRAIL) podrien reflectir un mecanisme apoptòtic addicional induït per c-Fos, tal com s'observa en una línia cel·lular de leucèmia de cèl·lules T humanes. Un altre mecanisme possible de la implicació de c-Fos en la supressió del tumor podria ser la regulació directa de BRCA1, un factor ben establert en el càncer de mama i d'ovari familiar.

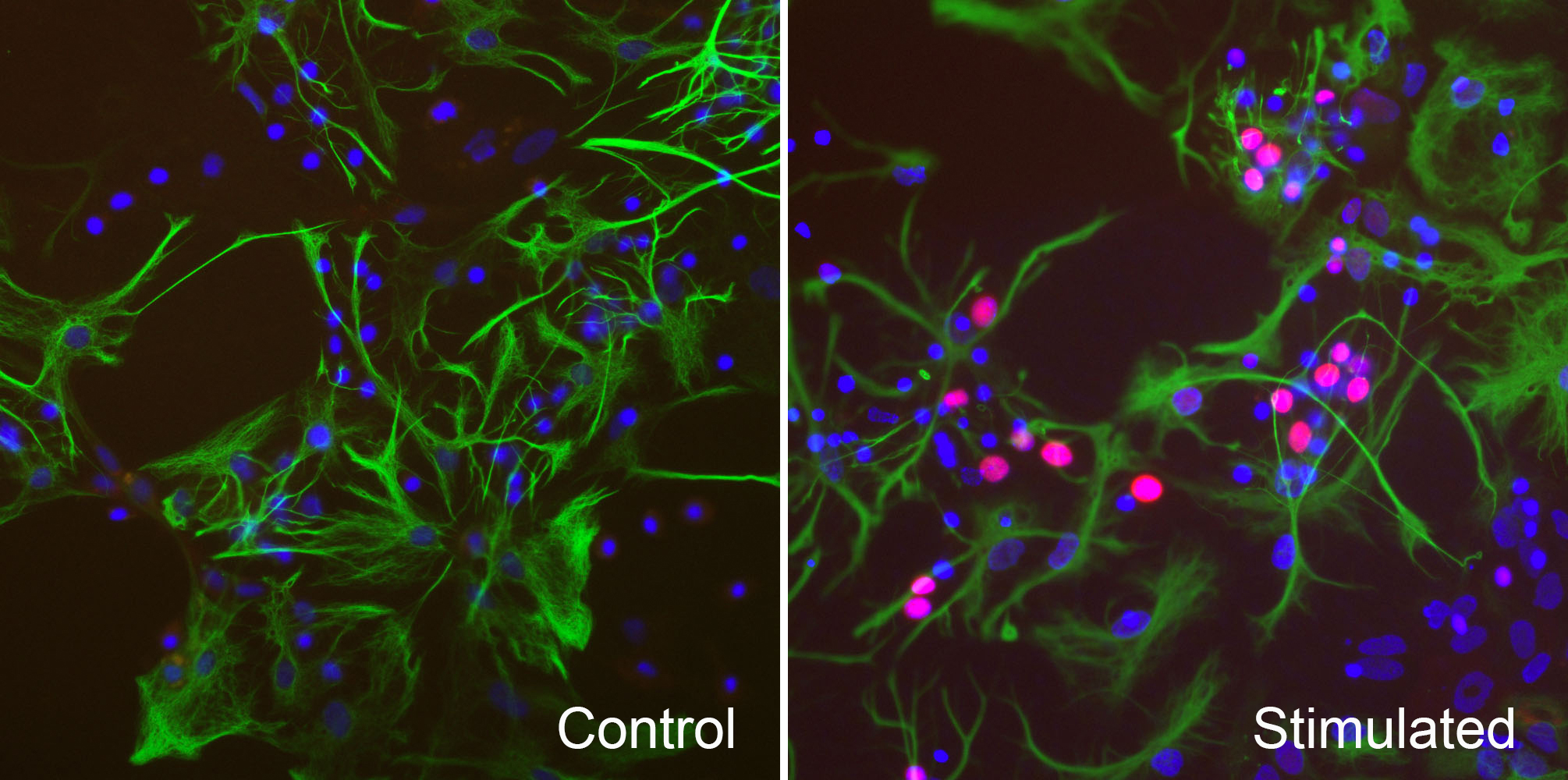
Els cultius neuronals mixts derivats d'embrions de rata es van cultivar en condicions normals (esquerra) o es van tractar amb potassi 55 mM durant 5 hores (dreta). A continuació, els cultius es van tacar amb anticossos contra la proteïna del filament intermedi vimentina (verd), anticossos contra cFos (vermell) i amb un colorant d'unió a l'ADN (blau). L'anticòs de la vimentina revela cèl·lules no neuronals i el colorant d'ADN mostra els nuclis de totes les cèl·lules. El tractament amb potassi despolaritza les neurones i indueix una forta expressió de cFos en els cossos cel·lulars neuronals, tal com es mostra a la imatge de la dreta. El cultiu cel·lular, la imatge i la generació d'anticossos es realitzen al laboratori de Biotecnologia EnCor.

## Aplicacions
L'expressió de c-fos és un marcador indirecte de l'activitat neuronal perquè el c-fos sovint s'expressa quan les neurones desencadenen potencials d'acció. La regulació a l'alça de l'ARNm c-fos en una neurona es considera un marcador d'activitat.
El promotor c-fos també s'ha utilitzat per a la investigació de l'abús de drogues. Els científics utilitzen aquest promotor per activar transgens en rates, cosa que els permet manipular conjunts neuronals específics per avaluar el seu paper en els records i el comportament relacionats amb les drogues. Els ratolins TetTag s'han creat per reactivar o silenciar les neurones que expressen cFos amb eines optogenètiques o amb DREADD.